# Biniaiet Vell
Biniaiet Vell (vollständiger Name Poblat Talaiòtic de Biniaiet Vell, „Talayotische Siedlung von Biniaiet Vell“) ist eine archäologische Fundstätte auf der spanischen Baleareninsel Menorca. Die Siedlung, die der eisenzeitlichen Talayot-Kultur zugeordnet wird, befindet sich an der Grenze zwischen den Gemeinden Maó und Alaior im Osten der Insel. Biniaiet Vell galt bis ins frühe 20. Jahrhundert als eine der besterhaltenen prähistorischen Fundstätten der Insel, wurde aber 1918 im Zuge von Straßenbauarbeiten stark in Mitleidenschaft gezogen.

## Lage
Biniaiet Vell liegt etwa 5,5 Kilometer westlich des Stadtzentrums von Maó unmittelbar nördlich der Inselhauptstraße ME-1 nach Ciutadella. An einer schmalen Asphaltstraße, die 100 Meter vor der Gemeindegrenze zu Alaior nach Norden abzweigt, gibt es nach 300 Metern einen kleinen Parkplatz. Dieser steht Besuchern der Fundstätten Biniaiet Vell in der Gemeinde Maó und Sant Vicenç d’Alcaidús in der Gemeinde Alaior zur Verfügung. Beide Fundorte gehörten in talayotischer Zeit zur selben Siedlung, sind aber heute durch die Asphaltstraße und die Gemeindegrenzen getrennt. Zwei Schautafeln vermitteln knappe Informationen zu beiden archäologischen Fundstätten, die jederzeit frei betreten werden können. Biniaiet Vell liegt rechts der Straße auf einem kleinen Hügel 110 m über dem Meeresniveau. Nur etwa 800 Meter nordöstlich befinden sich die Hypogäen von Biniai Nou.

## Geschichte
Seine Blütezeit erlebte Biniaiet Vell im 1. Jahrtausend v. Chr. Die Talayots – turmartige Bauten, die der Kultur auf Mallorca und Menorca den Namen gaben – entstanden ab 850 v. Chr. Die Rundhäuser stammen aus der zweiten Hälfte des 1. Jahrtausends, als die Talayots bereits aufgegeben worden waren.
Der interessierten Allgemeinheit wurde die Siedlung 1818 durch den menorquinischen Historiker Joan Ramis i Ramis (1746–1819) bekannt, der sie in seiner Schrift Antigüedades célticas de la Isla de Menorca desde los tiempos más remotos hasta el siglo IV de la era cristiana erwähnte. 1916 führten Antonio Vives Escudero (1859–1925) und Francesc Hernández Sanz (1863–1949) hier eine der ersten archäologischen Grabungen auf Menorca durch. Die staatlich finanzierten Arbeiten konzentrierten sich auf den Bereich südöstlich des zentralen Talayots und auf zwei kleinere Flächen nördlich und westlich dieses Bauwerks. Dabei wurden mehrere posttalayotische Wohnhäuser ausgegraben. Teilergebnisse wurden aber erst 1973 von Joan Hernández Mora (1902–1984), dem Sohn von Francesc Hernández Sanz, und Josep Mascaró Pasarius veröffentlicht. Neben Keramikscherben aus dem 5. bis 1. Jahrhundert v. Chr. wurden vor allem Steinmörser und Mahlsteine gefunden. Bereits in den 1960er Jahren hatte Maria Lluïsa Serra Belabre (1911–1967) in der Nähe der Fundstätte prähistorische Steinbrüche identifiziert, in denen das Material zum Bau der Siedlung gewonnen worden waren.
1918 diente die Fundstätte von Biniaiet Vell als Steinbruch für die Ausbesserung der Inselstraße zwischen Maó und Ciutadella. Der zentrale Talayot und andere Baustrukturen wurden zerstört.
Biniaiet Vell steht seit 1966 unter Denkmalschutz und ist in der spanischen Datenbank für Kulturgüter (Bienes de Interés Cultural) unter der Nummer R-I-51-0003520 als Monumento registriert.

## Beschreibung

### Überblick
Obwohl Teile der Fundstelle 1918 zerstört wurden, sind zwischen den beiden erhaltenen Talayots Teile einer Mauer sowie zahlreiche Säulen und Pilaster als Reste posttalayotischer Rundhäuser (Cercles) zu finden. Sie sind allerdings in einem deutlich schlechteren Erhaltungszustand als im benachbarten Sant Vicenç d’Alcaidús.

### Die Talayots
Der runde nördliche Talayot stellt den höchsten Punkt der Siedlung dar. Er ist von einer modernen Trockenmauer umgeben, über die er auch bestiegen werden kann. Auf seiner Spitze befindet sich ein gemauerter Vermessungspfeiler, der die Gemeindegrenze zwischen Maó und Alaior markiert. Etwa 200 m südwestlich steht der südliche Talayot. Wie sein nördliches Gegenstück befindet er sich in einem schlechten Erhaltungszustand, bietet aber einen spektakulären Blick auf den Südosten Menorcas von Alaior über Sant Climent bis Maó. Der zentrale Talayot, der 1918 abgetragen wurde, ist nur noch durch eine Gruppe von Olivenbäumen markiert.

### Die Wohnhäuser
Im gesamten Bereich zwischen den beiden Talayots befinden sich die Reste posttalayotischer Wohnhäusern (Cercles). Diese für Menorca typischen Wohnbauten besaßen oft einen annähernd kreisförmigen Grundriss und wurden von doppelten Mauern aus großen aufrecht stehenden Steinplatten begrenzt. Um einen Innenhof mit Feuerstelle standen Säulen, an denen einfache Trockenmauern ansetzten und mehrere Räume abteilten. Schon auf dem Weg vom Parkplatz trifft man auf zahlreiche noch aufrecht stehende Steinblöcke. Wissenschaftlich untersucht sind aber nur drei Häuser in der Nähe des zentralen Talayots, die bereits 1916 ausgegraben wurden. Die Bezeichnungen Haus 1, Haus 2 und Haus 3 gehen auf Lluís Plantalamor Massanet (* 1949) zurück.
Haus 1 liegt nördlich des früheren zentralen Talayots und war wahrscheinlich direkt an dessen Außenwand gebaut. Seine doppelwandige Mauer besteht außen aus großen vertikal stehenden Blöcken, innen aus horizontal liegenden Steinen. Es ist nur noch ein Raum von 5,50 m × 3,00 m Größe erhalten, der von Norden her über einen 3 Meter langen Korridor erreicht und von Osten betreten wird. Der Außendurchmesser des vollständigen Rundhauses dürfte einmal 12 m betragen haben.
Haus 2 lehnte sich im Südwesten an den zentralen Talayot an. Es ist ähnlich gebaut wie ein Rundhaus, besitzt aber einen unregelmäßigen, anscheinend vom Untergrund vorgegebenen Grundriss mit ein oder zwei Innenhöfen und vielleicht zwei Eingängen. Seine Ausdehnung beträgt in Nord-Süd-Richtung 23,5 m, in Ost-West-Richtung 18 m, die nutzbare Fläche 141,5 m². Es wird geschätzt, dass das Haus von 34 bis 35 Personen bewohnt wurde.

Haus 3 schließt sich im Südwesten an Haus 2 an. Sein Grundriss entspricht grob dem Buchstaben „L“. Es dehnt sich in Nord-Süd-Richtung 13 m und in Ost-West-Richtung 11,3 m aus. Die Wohnfläche betrug 68,5 m², ausreichend für 16 bis 17 Bewohner. Das Haus wurde von Süden betreten. Auf einen kleinen Korridor folgt ein Innenhof mit der Feuerstelle im Nordosten. Nördlich und westlich des Hofs gibt es jeweils zwei Räume, wobei das größte Zimmer im Nordwesten 4,50 m × 5,50 m groß ist.

Ansichten von Biniaiet Vell
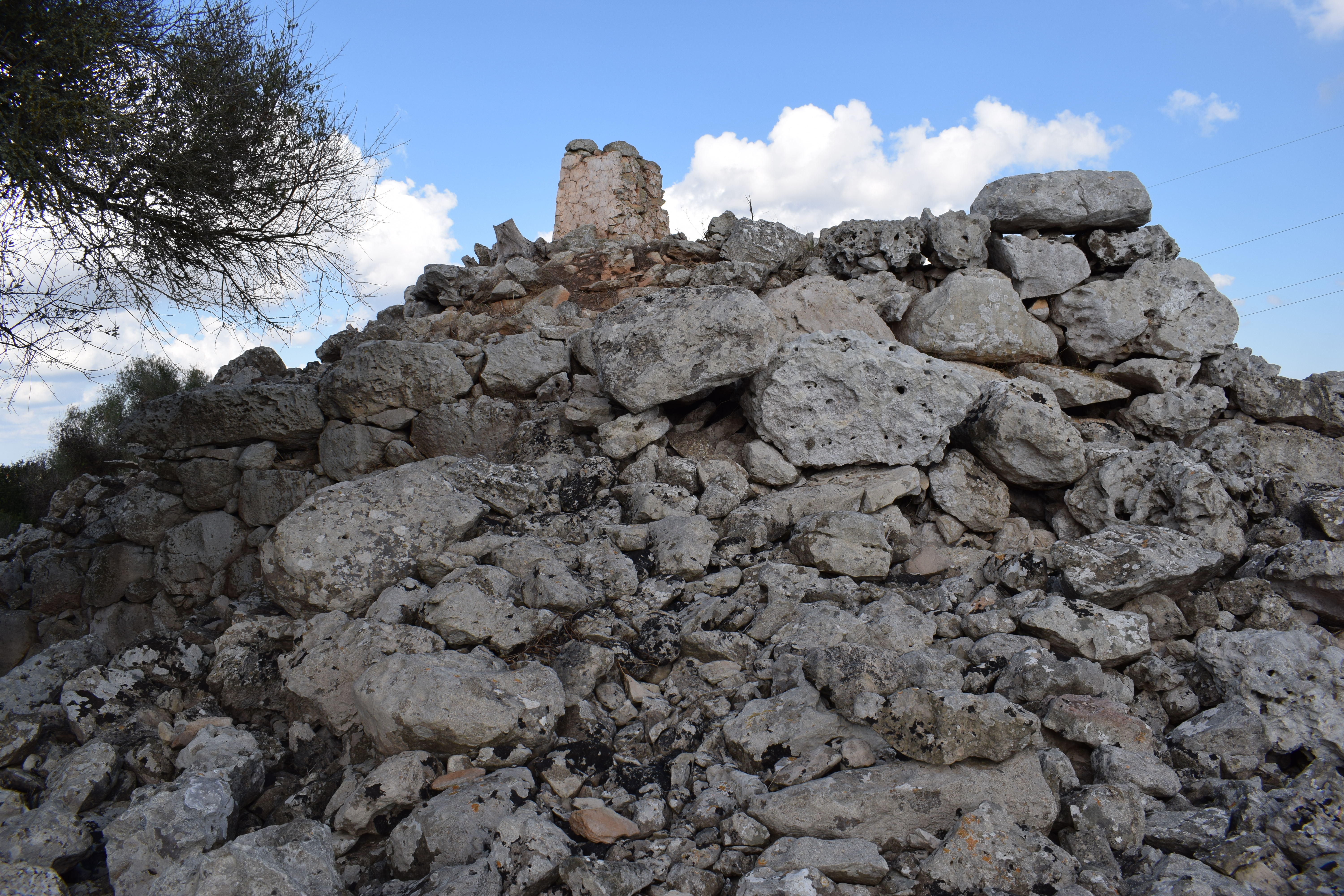
Nördlicher Talayot
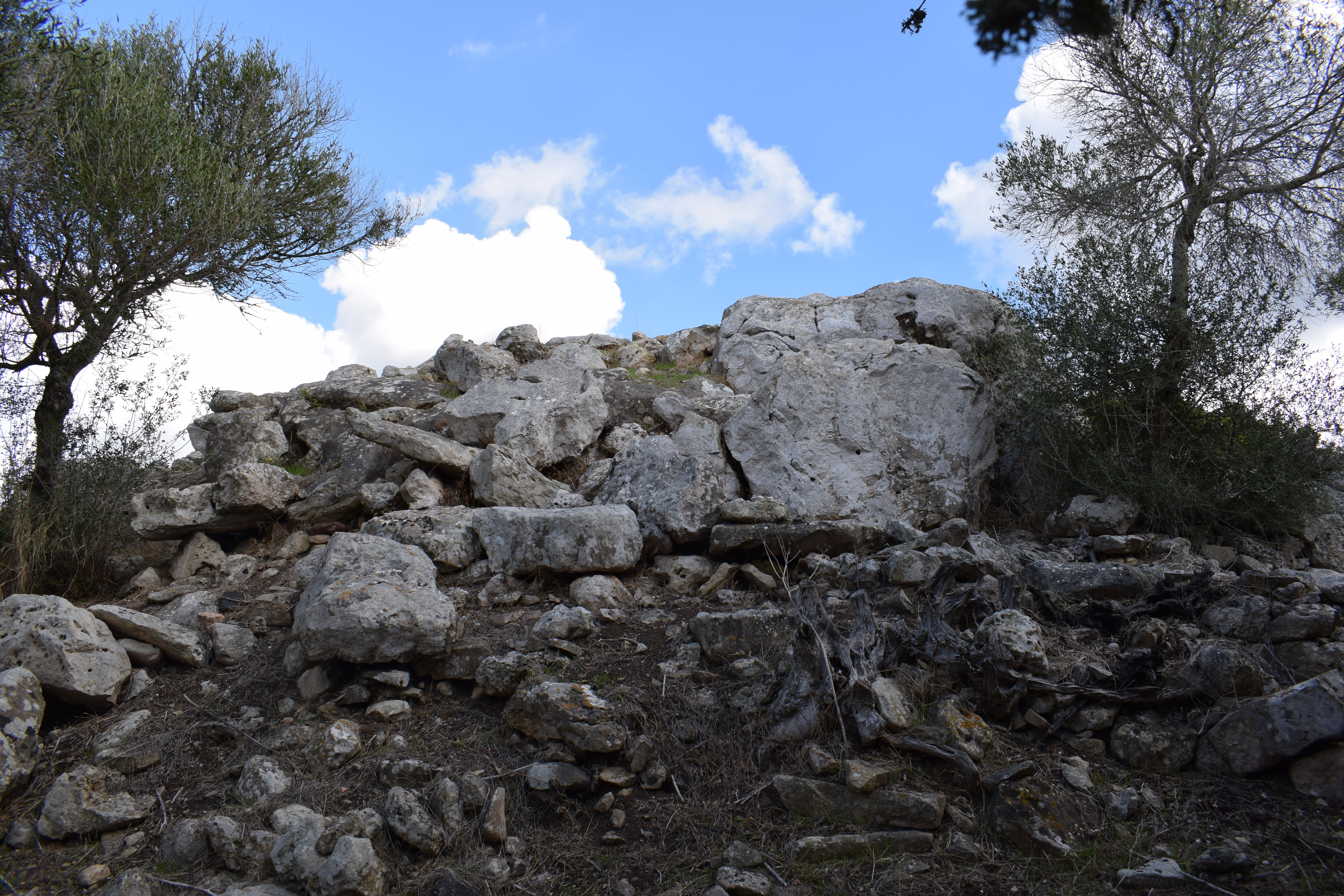
Südlicher Talayot
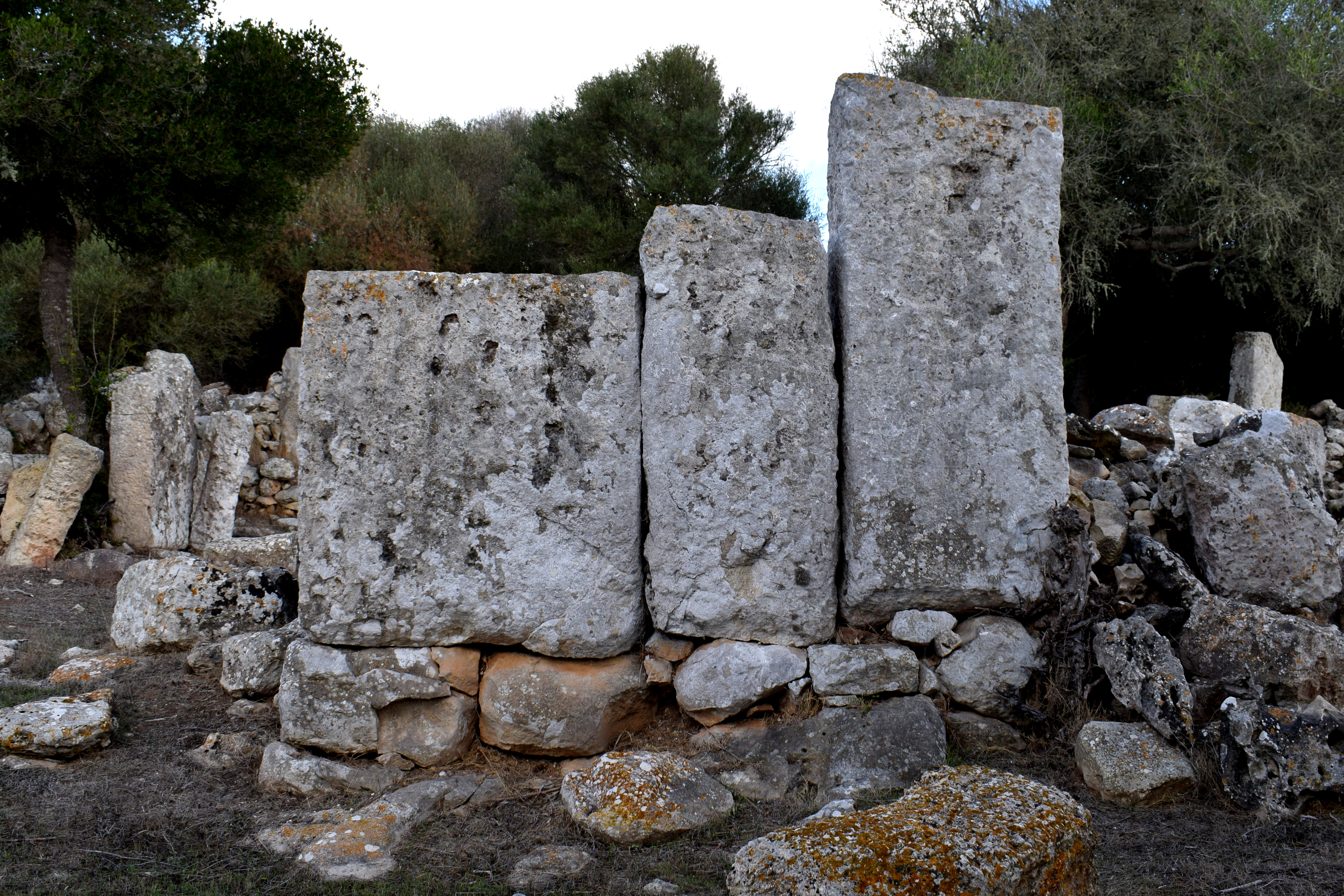
Haus 3
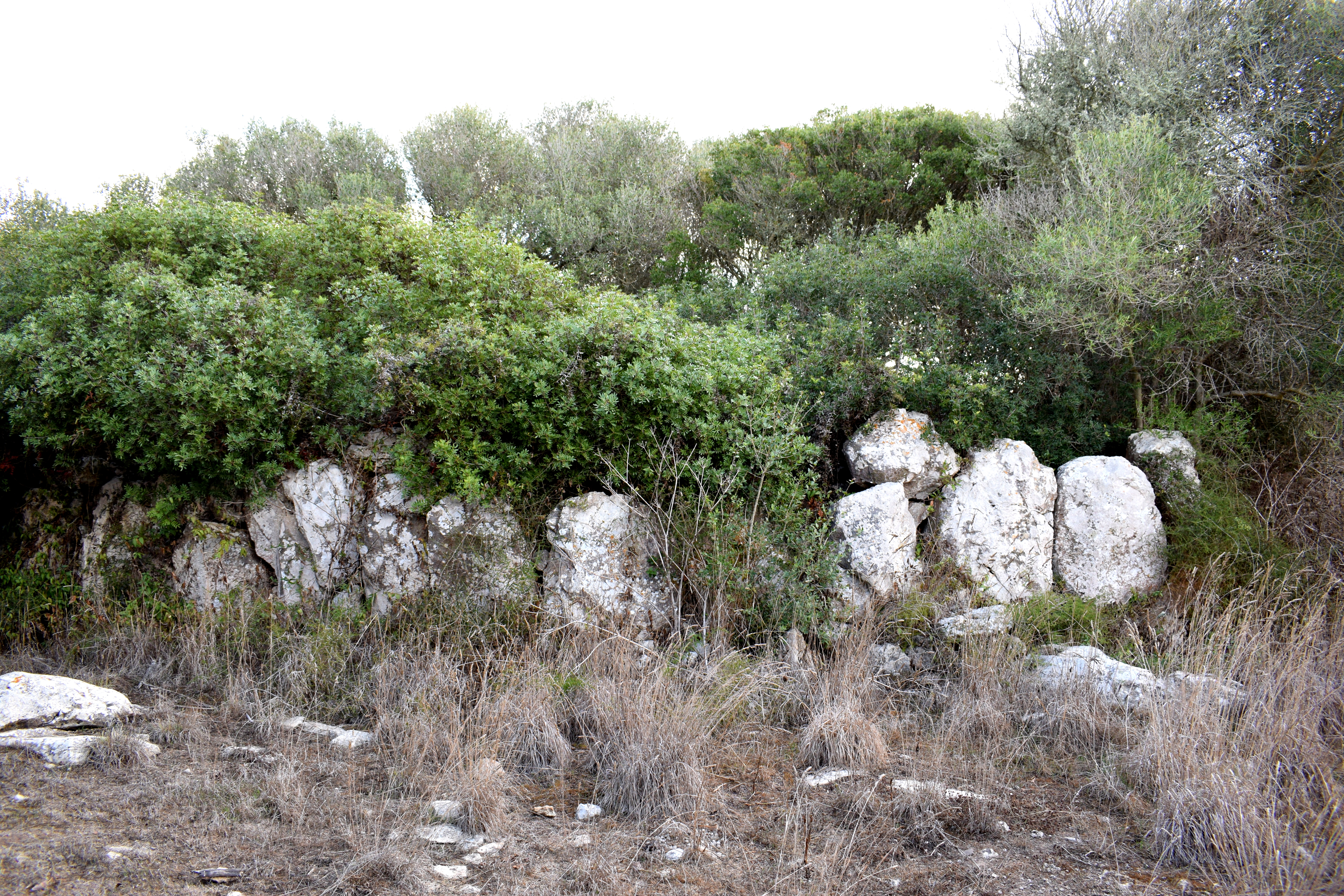
Ein noch nicht ausgegrabenes Rundhaus
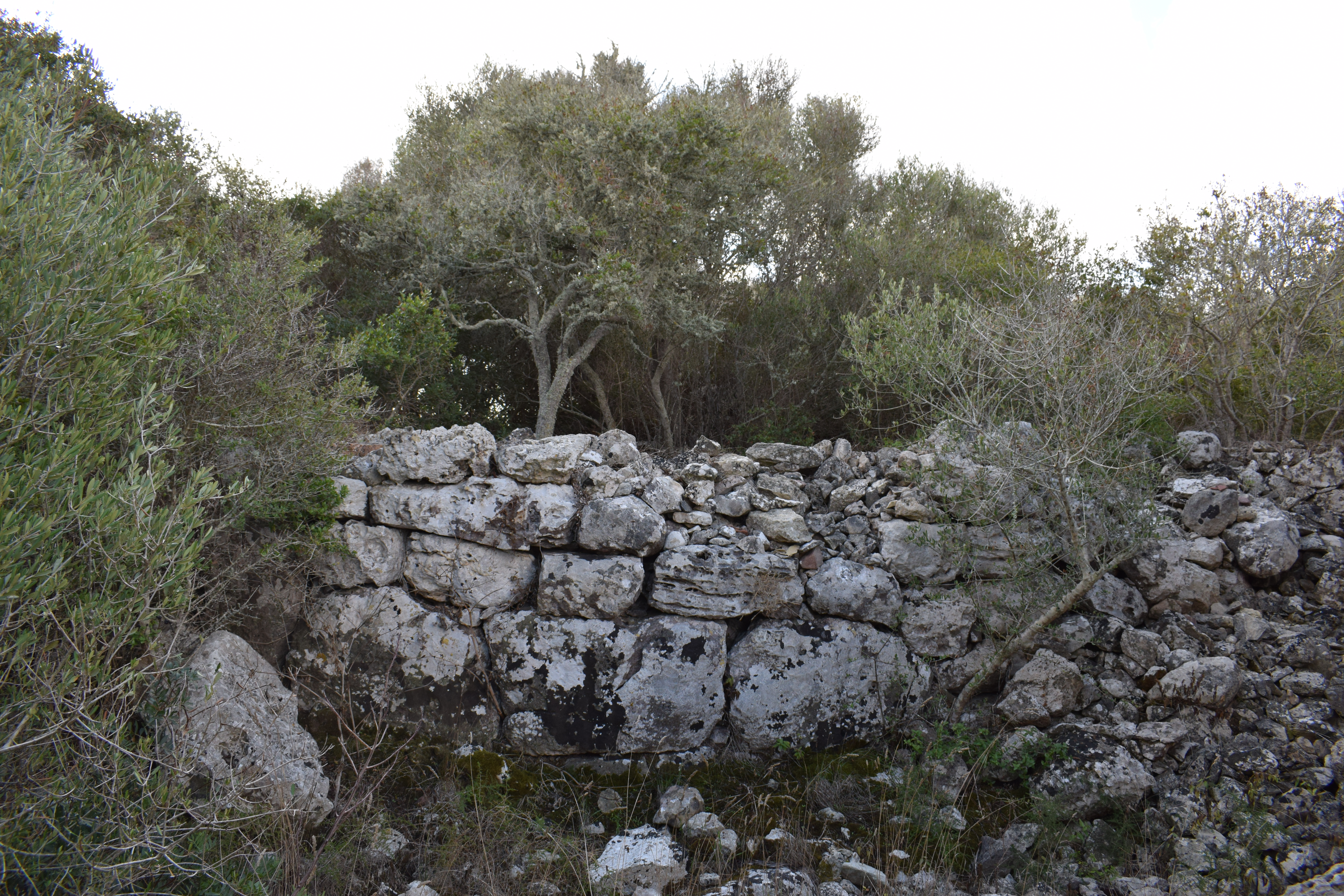
Mauer